# Ceex Haci
Ceex Haci es un lugar designado por el censo ubicado en el condado de Wood en el estado estadounidense de Wisconsin. En el Censo de 2020 tenía una población de 89 habitantes y una densidad poblacional de 269,69 personas por km².
Se encuentra al sur del condado , en tierras de la Nación Ho-Chunk de Wisconsin. Se encuentra a 8 km al suroeste de Nekoosa y a 16 km al sureste de Babcock.

## Geografía
Ceex Haci se encuentra ubicado en las coordenadas 44°16′48″N 89°57′50″O / 44.28000, -89.96389. Según la Oficina del Censo de los Estados Unidos, Lake Wazeecha tiene una superficie total de 0,33 km², todos correspondientes  a tierra firme.